# دانشگاه آزاد یونان
دانشگاه آزاد یونان (به لاتین: Hellenic Open University) یک دانشگاه در یونان است که در پاتراس واقع شده‌است.